# Förtecken
Förtecken är symboler som används i notskrift för att ange höjd, sänkt eller återställd tonhöjd hos de noter förtecknen avser.
Förtecken används på två olika sätt i notskriften:
- Fasta förtecken placeras i början av varje rad. De fasta förtecknens antal och typ hänger samman med styckets tonart. Exempelvis innebär 3 stycken b-förtecken normalt Ess-dur eller c-moll. Inga förtecken alls innebär normalt C-dur eller a-moll men kan också betyda att stycket inte lämpar sig för att notera i en viss tonart (till exempel tolvtonsmusik) eller atonal musik. Med fasta förtecken modifieras alla noter på den aktuella tonplatsen av förtecknet.

- Tillfälliga förtecken används inne i notsystemet och anger en tillfällig höjning eller sänkning (alteration) som går utanför den tonart som de fasta förtecknen anger. Tillfälliga förtecken skrivs omedelbart till vänster om den not som alterationen anger. Enligt konvention gäller alterationen takten ut om fler noter skrivna på samma tonhöjd skulle följa.

I normal notskrift (baserad på halvtoner) finns fem olika förtecken: 
- Korsförtecken eller höjningstecken (♯). Kallas "kors" och betyder höjning ett halvt tonsteg. Placeringen i Unicode-teckenkoden för korsförtecknet är U+266F (Music Sharp Sign). I professionell typografi bör symbolen ♯ inte ersättas med nummertecknet #.

- Dubbelkorsförtecken (♯♯ eller ). Kallas även "dubbelkors" och betyder höjning två halva tonsteg (dubbelhöjning), det vill säga ett helt tonsteg. Placeringen i Unicode-teckenkoden för dubbelkorsförtecknet är U+1D12A (Music Symbol Double Sharp, 𝄪). I professionell typografi bör symbolen  inte ersättas med den gemena bokstaven x.

- b-förtecken eller sänkningstecken (♭). Kallas normalt bara "b" och betyder sänkning ett halvt tonsteg. Unicode-placeringen för b-förtecknet är U+266D (Music Flat Sign). I professionell typografi bör symbolen ♭ inte ersättas med den gemena bokstaven b.

- Dubbel-b-förtecken (𝄫). Kallas även "dubbel-b" och betyder sänkning två halva tonsteg (dubbelsänkning), det vill säga ett helt tonsteg. Placeringen i Unicode-teckenkoden för dubbelkorsförtecknet är U+1D12B (Music Symbol Double Flat).

- Återställningstecken (♮). Fasta förtecken i början av raden eller tillfälliga förtecken i samma takt slutar gälla för den not som föregås av återställningstecken. Unicode-placeringen för återställningstecknet är U+266E (Music Natural Sign).

I notskrift baserad på kvartstoner tillkommer motsvarigheter för kvartshöjning och trekvartssänkning etc.

Typografiskt korrekta förtecken
Korsförtecken
Dubbelkors
B-förtecken
Dubbel-b
Återställningstecken